# Référendum de 2014 en Crimée
Pour les articles homonymes, voir Référendum en Crimée.
Pour un article plus général, voir Crise de Crimée.
 (septembre 2022).
Le référendum de 2014 en Crimée est un référendum d'autodétermination organisé le 16 mars 2014 par la fédération de Russie. Le vote porte sur le rattachement de la péninsule de Crimée, c'est-à-dire le territoire de la république autonome de Crimée et de la ville de Sébastopol, ukrainienne puis autoproclamée indépendante sous le nom de république de Crimée, à la Russie. Il se déroule pendant la crise dans la péninsule engendrée par l'invasion et l'occupation militaires russes, survenue après le renversement du gouvernement ukrainien affidé à la Russie à la suite du mouvement contestataire de 2013-2014 en Ukraine. Le référendum est controversé en raison du non-respect du droit international lors de son déroulement. Si la population approuve le transfert de la Crimée de l'Ukraine à la Russie à une écrasante majorité (96,77 %), le résultat n'est reconnu ni par l'Ukraine ni par la communauté internationale, il est dénoncé par l'ONU, par le Conseil de l'Europe et par les ONG de défense des droits humains.

## Contexte
Les manifestations de Maïdan, pro-européennes, qui se tiennent en Ukraine depuis novembre 2013 aboutissent le 22 février 2014 à la destitution du président Ianoukovytch, généralement qualifié de pro-russe. Une grande partie de la république autonome de Crimée, région autonome d'Ukraine majoritairement russophone en proie à des tensions séparatistes, ne reconnaît pas les nouvelles autorités et la région cherche donc à se distancier du reste de l'Ukraine. Le 23 février, le statut du russe comme langue régionale protégée est aboli par le Parlement ukrainien, ce qui engendre une vague de manifestations dans toute la partie russophone du pays[réf. nécessaire]. Oleksandr Tourtchynov assure l'intérim de la présidence à partir du 23 février, tandis qu'Arseni Iatseniouk, comme lui issu de l'opposition et pro-européen, devient Premier ministre et qu'un gouvernement d'union nationale intérimaire est formé le 27 février dans des conditions tendues (députés écartés ou bloqués à l'extérieur, menacés, journalistes interdits d'accès, internets et téléphones portables des personnes entrant dans le bâtiment mis hors service ou confisqués, doubles de cartes électorales dérobés dans le coffre-fort du parlement afin de faire voter les absents...) et sans être reconnu par les autorités de Kiev,,[réf. nécessaire].
Dans la nuit du 26 au 27, à la suite d'affrontements au cours de la journée entre des milliers d'opposants favorables et opposés au nouveau pouvoir pro-européen près des bâtiments officiels de la république autonome de Crimée, une cinquantaine à une centaine d'hommes armés non identifiés, des commandos pro-russes, s'emparent du siège du gouvernement et du parlement (Conseil suprême) de Crimée, tous deux situés dans la capitale Simferopol, et des drapeaux russes sont hissés aux côtés des drapeaux criméens à la place des drapeaux ukrainiens sur les bâtiments. une cinquantaine d'hommes armés s'empare également de l'aéroport. La prise des bâtiments officiels est confirmée tôt le matin du 27 par le Premier ministre de la république autonome, Anatoli Moguiliov, selon qui les hommes sont porteurs « d'armes modernes ».
Dans l'après-midi, le service de presse du Parlement fait savoir qu'à l'issue d'un vote à huis clos le gouvernement local a été limogé et qu'un référendum sur la souveraineté étatique de la Crimée, prévoyant une extension de l'autonomie de la république autonome de Crimée au sein de l'Ukraine, sera tenu le 25 mai, jour de l'élection présidentielle nationale anticipée, sans qu'aucune vérification concernant le quorum, la tenue du vote ou les résultats de celui-ci ne puissent être vérifiés,,,. Une députée de la Douma, Elena Mizoulina, propose le 28 février au Parlement russe d'adopter une nouvelle loi qui permettrait à la fédération de Russie d’accepter de nouveaux territoires en son sein via une procédure simplifiée, en précisant que sa proposition était motivée par « la situation actuelle en Ukraine ». Le 1er mars, le nouveau Premier ministre de Crimée, Sergueï Axionov, annonce que la date du référendum est avancée au 30 mars. Le matin du 6 mars, le Parlement de Crimée demande finalement à Moscou son rattachement à la Russie, afin de revenir à la situation d'avant le 19 février 1954, date à laquelle Nikita Khrouchtchev, secrétaire général du parti communiste de l'URSS et d'origine ukrainienne, détachait l'oblast de Crimée de la république socialiste fédérative soviétique de Russie (RSFSR), afin de l'« offrir » à la république socialiste soviétique d'Ukraine à l'occasion du 300e anniversaire de la réunification de la Russie et de l'Ukraine. Le décret est signé dès l'après-midi par les dirigeants de la région autonome, et le vice-Premier ministre de Crimée, Roustam Temirgaliev, annonce qu'un référendum sur le statut de la péninsule de Crimée aura lieu le 16 mars pour valider ce choix, dans lequel il sera demandé aux électeurs s'ils souhaitent que la Crimée continue à faire partie de l'Ukraine avec une autonomie renforcée ou s'ils préfèrent son rattachement à la fédération de Russie. Le 11 mars, préalablement au référendum, le parlement de Crimée, considéré comme illégal par les autorités de Kiev, adopte par 78 voix sur 81 « une déclaration d'indépendance de la république autonome de Crimée et de la ville de Sébastopol » à l'égard de l'Ukraine.

## Questions posées

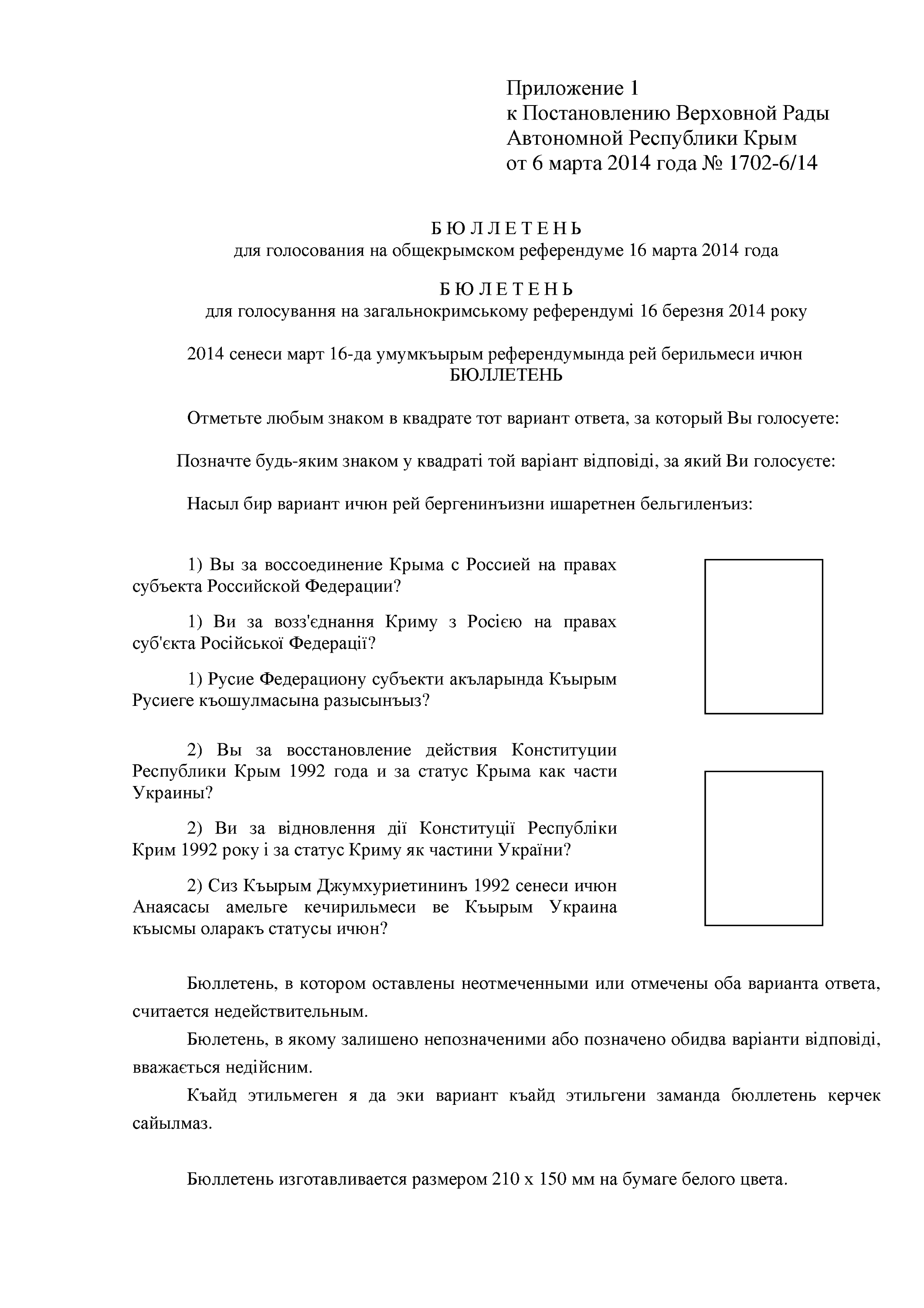
Bulletin de vote du référendum, vierge (l'une ou l'autre case est à cocher, de façon exclusive).

La seule question qui devait être posée lors du référendum sur la souveraineté étatique était : « Êtes-vous pour la souveraineté étatique de la Crimée au sein de l'Ukraine ? »,.
Celle-ci aurait été approuvée par 61 des 64 députés du parlement de Crimée présents (sur 100 membres au total) l'après-midi du 27 février dans des conditions suspectes et dénoncées par les députés n'ayant pu accéder au parlement pour y voter, mais dont les noms ont parfois été utilisés en leur absence. Si le résultat avait été positif, le gouvernement de Crimée n'excluait pas la possibilité de déclarer ultérieurement l'indépendance de la Crimée ou son rattachement au voisin russe.
Finalement, la question posée le 16 mars est :

« Cochez la case correspondant à la variante pour laquelle vous votez :
1) Êtes-vous favorable à la réunification de la Crimée avec la Russie dans les droits de la fédération de Russie ?
2) Êtes-vous favorable au rétablissement de la Constitution de la république de Crimée de 1992 et pour le statut de la Crimée dans le cadre de l'Ukraine ? »

Le choix des réponses permet un retour au statut de 1992 d'autonomie élargie de la Crimée, statut qui s’apparente plus à une loi organique réduite à des considérations techniques et précisant les limites et le peu de pouvoirs alloués par la Constitution ukrainienne.
Du point de vue du droit constitutionnel, cette "autonomie" est considérablement restreinte.
Le bulletin de vote est unique et se présente avec des cases à cocher, conformément à l'usage dans ces pays. Il est précisé que si les deux cases sont cochées, le bulletin sera considéré comme nul. Dans tous les cas, les électeurs n'ont donc « pas le loisir d'exprimer un refus plein et entier des manœuvres russes dans la région ». Il est rédigé en trois langues : russe, ukrainien et tatar de Crimée. Le bulletin est sur le site officiel du référendum. Les bulletins sont placés directement dans une urne électorale transparente, sans enveloppe, empêchant le secret du vote.

## Réactions à l'annonce de la tenue d'un référendum
Le matin du 27 février, le président ukrainien par intérim, Oleksandr Tourtchynov, a immédiatement mis en garde la flotte russe basée en mer Noire contre toute « agression militaire ». Au Parlement à Kiev, il a précisé « aux dirigeants militaires de la flotte de la mer Noire [que] tous les militaires doivent rester sur le territoire prévu par les accords. Tout mouvement de troupe armé sera considéré comme une agression militaire ». La Pologne, l'Allemagne, le Royaume-Uni et les États-Unis, ainsi que l'OTAN, entre autres, font part de leur inquiétude, condamnant la prise des bâtiments officiels de Crimée et rappelant à la Russie son engagement à défendre l'intégrité territoriale de l'Ukraine. Le président du Medjlis, l'assemblée représentant les Tatars de Crimée, Rifat Tchoubatov, a pour sa part dénoncé un « plan de Moscou » dans la prise des bâtiments officiels de Crimée. Le 1er mars, le ministre français Laurent Fabius fait également part de sa préoccupation.
Le 6 mars, jour de l'annonce de la demande de rattachement de la Crimée à la Russie et du "nouveau" référendum, le Kremlin annonce que le président russe Vladimir Poutine a étudié la demande de la Crimée avec son Conseil de sécurité. Le vice-Premier ministre de la région autonome acte dans l'après-midi que le décret sur le rattachement de la Crimée à la Russie est entré en vigueur et affirme donc que les effectifs de l'armée ukrainienne qui se trouvent sur son territoire sont désormais considérés comme une « force d'occupation » qui va devoir se rendre ou partir. De leur côté, le ministre ukrainien de l'Économie estime que « ce référendum n'est pas conforme à la Constitution » et le Premier ministre ukrainien juge la décision du Parlement de Crimée « illégitime ». Pour leur part, les Américains dénoncent la tenue d'un référendum sans l'accord de Kiev et Barack Obama, président des États-Unis, estime que ce référendum « violerait le droit international ». Kiev annonce pour sa part avoir entamé une procédure de dissolution du parlement local de Crimée.
Immédiatement après la déclaration d'indépendance le 11 mars, le Parlement ukrainien menace à nouveau de dissoudre l'assemblée de la république autonome de Crimée si elle n'annule pas le référendum prévu dans la péninsule. Depuis la Russie, le président déchu Viktor Ianoukovytch affirme que « la Crimée se détache » de l'Ukraine en raison de la politique des « néo-fascistes » arrivés au pouvoir à Kiev, avant d'assurer que l'Ukraine allait se ressaisir et « retrouver son unité ». Les autorités russes se félicitent de la déclaration d'indépendance de la Crimée en faisant savoir par la voix de Sergueï Lavrov que « le ministère des Affaires étrangères russe considère la décision du Parlement de Crimée absolument légale ». Dans son communiqué, la diplomatie russe rappelle que dans le cas du Kosovo, l'ONU et plusieurs pays occidentaux avaient estimé « qu'une déclaration unilatérale d'indépendance d'une partie d'un État ne violait aucune norme du droit international ». Le ministre espagnol des Affaires étrangères, José Manuel García-Margallo, annonce depuis la Slovénie que la décision des autorités de Crimée de déclarer son indépendance de l'Ukraine est « nulle, illégale et viole les lois et pratiques internationales », tout en appelant toutefois l'Union européenne à coopérer avec la Russie pour résoudre la crise ukrainienne. Théodore Christakis, professeur de droit international à l'université Grenoble Alpes et directeur du Centre d'études sur la sécurité internationale et les coopérations européennes (CESICE), affirme que le droit donne ici raison à la Russie en déclarant qu' « un référendum concernant le statut futur d'un territoire n'est pas, en principe, « illégal » du point de vue du droit international, pas plus qu'une éventuelle déclaration d'indépendance à la suite d'un tel référendum ». Il note néanmoins qu'en cas de victoire du oui au rattachement à la Russie, une « tension forte » s'exercerait entre « les faits, l'annexion de facto de la Crimée, et le droit, à savoir le caractère illégal de cette annexion compte tenu de l'intervention militaire de la Russie en violation du droit international ». Il est par ailleurs d'ores et déjà prévu que les députés russes examinent le 21 mars à la Douma un texte de loi permettant d'incorporer dans la fédération de Russie un territoire étranger qui en émettrait le souhait en cas de défaillance de l'État auquel il appartient. Le secrétaire d'État américain John Kerry a de son côté averti dès le 8 mars que toute initiative de Moscou en vue d'annexer la Crimée mettrait fin aux efforts diplomatiques pour régler la crise russo-ukrainienne. Le 11 mars, l'ancien chancelier allemand Gerhard Schröder concède le parallèle entre la Crimée et le Kosovo quinze ans plus tôt mais déclare soutenir la position d'Angela Merkel en disant que l'action menée par Vladimir Poutine vis-à-vis de la souveraineté de l'Ukraine est illégale tout comme l'avait été celle menée au Kosovo contre la Serbie.

## Résultat
| Choix | Votes     | %     |
| --- | --------- | ----- |
| Rattachement de la Crimée à la Russie et adoption du droit de la fédération de Russie                                              | 1 233 002 | 96,77 |
| Rétablissement de la Constitution de la république de Crimée de 1992 et maintien du statut de la Crimée dans le cadre de l'Ukraine | 31 997    | 2,51  |
| |           |       |
| Votes valides | 1 264 999 | 99,28 |
| Votes blancs et invalides | 9 097     | 0,72  |
| Total | 1 274 096 | 100   |
| Inscrits/Participation | 1 533 208 | 83,10 |

## Conséquences
Le résultat officiel du référendum est de 96,6 % de « oui » au rattachement à la Russie. Le 17 mars, le parlement de la Crimée proclame unanimement l'indépendance de la péninsule ukrainienne et demande son rattachement à la Russie. Les autorités intérimaires à Kiev, elles, continuent de parler « d'une grande farce » à propos du référendum adopté. Les 85 députés du parlement de la Crimée décrètent par ailleurs la nationalisation de tous les biens de l'État ukrainien sur son territoire. Sergueï Neverov, le vice-président de la Douma déclare que « les résultats du référendum en Crimée montrent clairement que les habitants de Crimée voient leur avenir seulement au sein de la Russie ». Catherine Ashton assure quant à elle que l'UE enverra « le message le plus fort possible » à la Russie en décidant d'imposer des sanctions. Le dirigeant sécessionniste de Crimée Sergueï Axionov, commentant le résultat du référendum de rattachement à la Russie, déclare le soir même à la foule à Simferopol : « Nous rentrons à la maison. La Russie est notre foyer ». Selon la communauté internationale en revanche, il s'agit d'une annexion illégale du territoire par la Russie.

## Accusations de fraude
Avant même la tenue du vote, le résultat est vu par de nombreux observateurs comme étant joué à l'avance, et d'éventuelles fraudes comme attendues. Le maire d'une ville de Crimée, sous anonymat, affirme : « le referendum c'est une fiction, une formalité. La Crimée sera russe, voilà tout. Et s'il n'y pas assez de voix, il y aura des fraudes massives », par exemple, l'utilisation de bulletins pré-remplis pour les électeurs ne venant pas voter semble plausible. Des responsables américains affirment que des bulletins sont effectivement arrivés déjà remplis dans les bureaux de vote
Le taux de « oui » donné par les résultats officiels étant très élevé, des accusations de trucage apparaissent rapidement après leur annonce. Le fait que le président de l’OSCE, Didier Burkhalter, ait indiqué que l'organisation n'entendait pas superviser un scrutin qu'elle juge illégal renforce le soupçon de fraudes tout en le rendant de facto invérifiable,[réf. nécessaire].
Le 16 avril, le sous-secrétaire général des Nations unies aux droits de l'homme Ivan Šimonović, qui a visité la Crimée en mars, déclare que « la manipulation des médias a contribué significativement à un climat de peur et d'insécurité dans la période précédant le référendum, et la présence de paramilitaires et de groupes dits d'auto-défense, ainsi que de soldats en uniforme mais sans insigne, n'a pas amené un environnement dans lequel les votants pouvaient exercer librement leur droit de soutenir des opinions et le droit à la liberté d'expression ».
Certaines sources, donnent des estimations qui diffèrent notablement des résultats officiels. Le 5 mai 2014, le site web du Conseil du Président de la fédération de Russie (Совет при Президенте РФ) pour la société civile et les droits de l'homme publie un rapport sur le référendum de Crimée selon lequel « en Crimée, d'après différentes données, 50-60 % des votants ont voté pour rejoindre la Russie, avec un taux de participation total de 30-50 % ». D'après la déclaration de Moustafa Djemilev, chef de file du Mouvement national des Tatars de Crimée, sur les ondes de Voice of America, le taux de participation n'a pas été de 82 % mais seulement de 32,4 %.
Cependant, d’autres sources estiment que le résultat n'aurait pas été forcément très été différent si le scrutin avait été supervisé par les observateurs de l'OSCE (à savoir une victoire du oui, mais dans des proportions moins élevées). Ainsi, un sondage réalisé en Crimée par l'institut américain Gallup en avril 2014 indique que 82,8 % des habitants de Crimée interrogés (68,4 % pour les Ukrainiens ethniques et 93,6 % pour les Russes ethniques) estiment que les résultats du référendum sont conformes à ce que pensent la majorité des habitants,,.

## Réactions
Ni le déroulement, « contraire à la Constitution ukrainienne et aux lois internationales », ni les résultats du référendum ne sont reconnus par la communauté internationale, notamment en raison du contexte d'occupation militaire, de l'absence de transparence, d'observations de fraudes, et des résultats contestés.
Une proposition résolution du Conseil de sécurité de l'ONU résolution dénonçant le référendum sur la Crimée, qui n'a « pas de validité » et visant à réaffirmer « la souveraineté, l'indépendance, l'unité et l'intégrité territoriale » de l'Ukraine est bloquée par un véto de la Russie.
Le 22 mars 2014, la Commission de Venise du Conseil de l'Europe dépose son opinion : 'La Constitution de l'Ukraine, comme d'autres constitutions des États membres du Conseil de l'Europe, prévoit l'indivisibilité du pays et n'autorise pas la tenue d'un référendum local sur la sécession de l'Ukraine. Cela résulte notamment des articles 1, 2, 73 et 157 de la Constitution. Ces dispositions, combinées au chapitre X de la Constitution, montrent que cette interdiction s'applique également à la République autonome de Crimée et que la Constitution de Crimée n'autorise pas le Soviet suprême de Crimée à convoquer un tel référendum. Seul un référendum consultatif sur une autonomie accrue pourrait être autorisé par la Constitution ukrainienne.. De plus, la situation en Crimée n'a pas permis la tenue d'un référendum conforme aux normes démocratiques européennes. Tout référendum sur le statut d'un territoire aurait dû être précédé de négociations sérieuses entre toutes les parties prenantes. De telles négociations n'ont pas eu lieu."
L'ONG Human Rights Watch dénonce l'organisation du vote, en quelques jours, par une puissance occupante, sans observateurs indépendants, alors même que les droits humains des habitants ne sont pas assurés. Moscou a comparé ce référendum au référendum mahorais de 2009, où la population s'est prononcé avec un score voisin (95,24%) pour que Mayotte devienne le 101ème département français, bien que les Comores clament toujours leur souveraineté sur l'île.

### Traductions
1. ↑  (ru) « «Вы за воссоединение Крыма с Россией на правах субъекта Российской Федерации?» »
2. ↑  (ru) « «Вы за восстановление действия Конституции Республики Крым 1992 года и за статус Крыма как части Украины?» »